# Aalborg Zoo

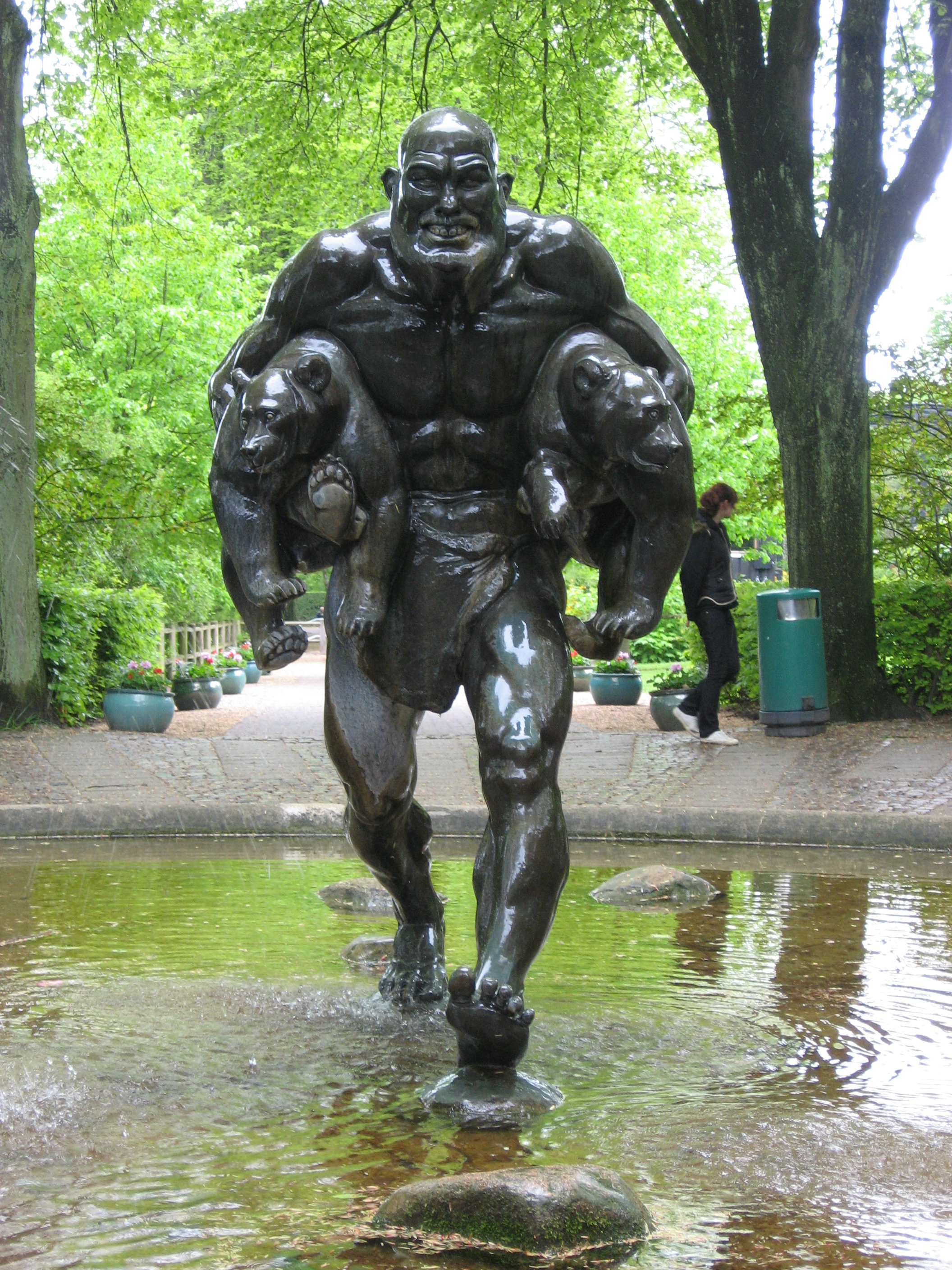
Rzeźba witająca odwiedzających Zoo

Aalborg Zoo – ogród zoologiczny znajdujący się w Aalborgu, na północy Danii.
Ogród zoologiczny w Aalborgu został otwarty w kwietniu 1935 roku. Jest dziś jednym z największych tego typu zakładów w Danii – zoo rocznie odwiedza ok. 375 tysięcy osób.
Powierzchnia ogrodu – 8½ hektara – udostępniona jest bez opłat dla imprez organizowanych przez gminę Aalborg.
Celem zoo jest zachowywanie natury, bezpośrednio za pomocą międzynarodowej współpracy z innymi ogrodami i pośrednio poprzez rozpowszechnianie wiedzy o zagrożonych wymarciem gatunkach zwierząt.
W zoo mieści się ponad 1200 zwierząt.
Zoo jest zakładem przyjaznym środowisku; jako pierwszy ogród zoologiczny na świecie otrzymało potwierdzający to certyfikat DS/EN ISO 14001.